# GeForce 50
GeForce 50 — сімейство графічних процесорів компанії Nvidia. Серія була анонсована у червні 2023 року. Відеокарти цієї серії базуються на мікроархітектурі Blackwell, названій на честь математика Девіда Блеквелла.

## Специфікації
- Обчислювальні можливості CUDA 10.x[3]
- Процес TSMC 4NP (спеціально розроблений для Nvidia)
- Тензорні ядра п'ятого покоління з підтримкою FP4, FP8, FP16, bfloat16, TensorFloat-32 (TF32) та прискоренням[4]
- PCI Express 5.0
- Підтримка пам'яті GDDR7 SDRAM[5]
- Власна реалізація DisplayPort 2.1a UHBR20 80 Гбіт/с